# Kilometr na godzinę
     Kilometr na godzinę (km/h)
     Mila na godzinę (mph)
     Obydwa
     Nic

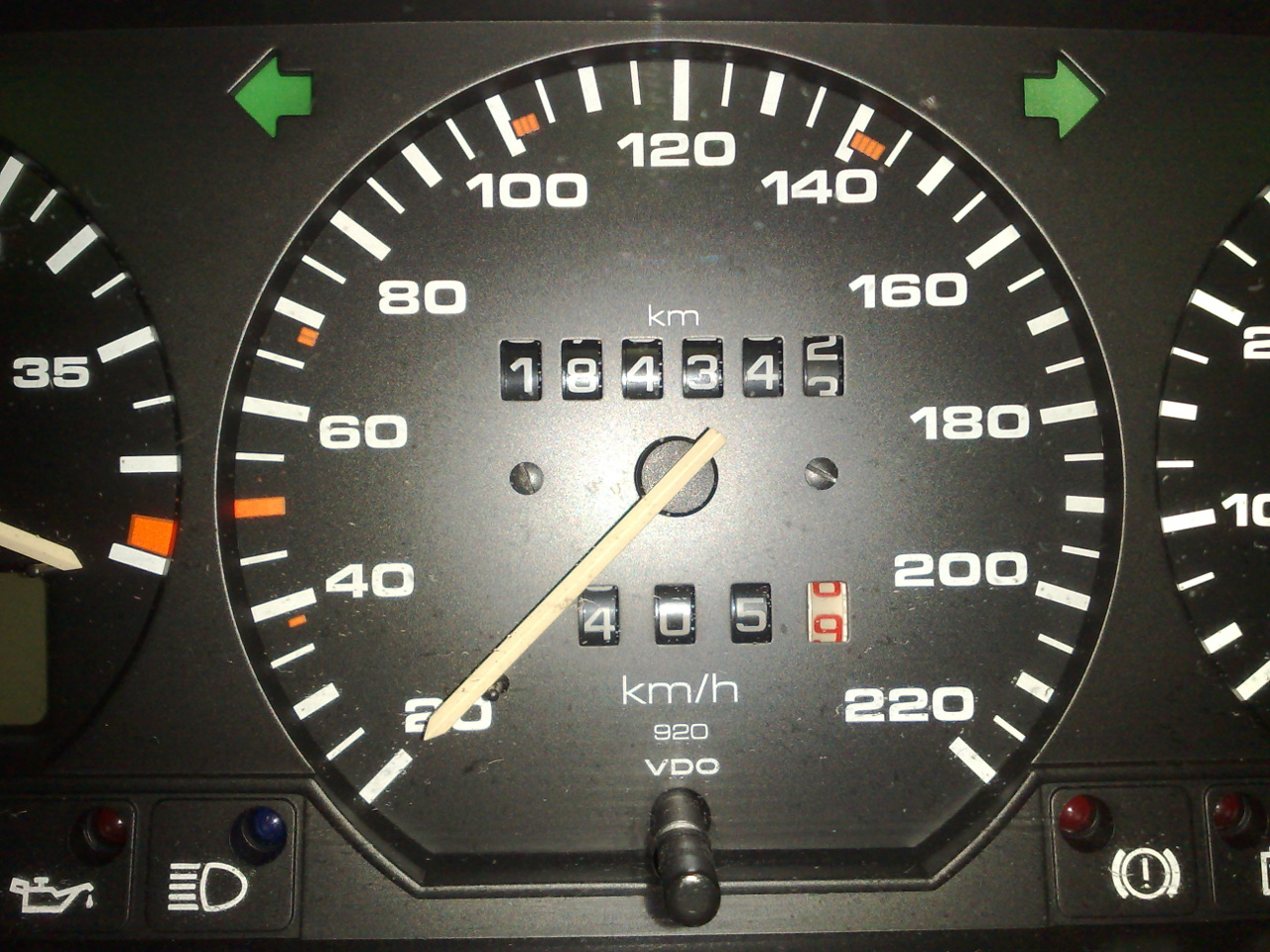
Prędkościomierz samochodu Volkswagen Passat B3.

Ograniczenia prędkości na znakach drogowych na całym świecie:
Kilometr na godzinę (km/h)
Mila na godzinę (mph)
Obydwa
Nic

Kilometr na godzinę – powszechnie stosowana jednostka szybkości lub wartości prędkości, oznaczana km/h. W języku angielskim używane są również oznaczenia kph oraz kmph (przez analogię do mph). Obiekt poruszający się z prędkością 1 km/h w ciągu 1 godziny przebędzie drogę 1 kilometra.

## Konwersja
- 3,6 km/h = 1 m/s
- 1 km/h ≈ 0,27778 m/s ≈ 0,62137 mph ≈ 0,91134 fps ≈ 0,539957 w.

## Przykładowe wartości prędkości w km/h
| 0               | spoczynek |
| 5               | średnia chodu człowieka |
| 8               | średnia lotu muchy |
| 8,87            | średnia prędkość rekordzisty w pływaniu na 50 m stylem dowolnym Rolanda Schoemana na basenie 25-metrowym |
| 15,53           | średnia prędkość rekordzisty w chodzie na 20 km Władimira Kanajkina |
| 32              | maksymalna prędkość kropli deszczu o średnicy 5 mm |
| 44,4            | maksymalna prędkość Titanica |
| 44,72           | maksymalna prędkość Usaina Bolta podczas biegu na 100 metrów na lekkoatletycznych MŚ 2009 |
| 50              | • kłus konia • maksymalna prędkość kota lub psa • maksymalna dozwolona prędkość na obszarze zabudowanym |
| 54,20           | średnia prędkość rekordzisty w łyżwiarstwie szybkim na 1000 m Shaniego Davisa |
| 60,6            | najszybsza winda (wieża Taipei 101) |
| 61,13           | pierwszy rekord prędkości samochodu z 1889 roku |
| 65              | maksymalna prędkość żyrafy i łosia |
| 70              | galop konia |
| 77,03           | średnia prędkość rekordzisty w kolarstwie torowym na 200 m François Pervisa |
| 83,06           | prędkość maksymalna radzieckiej łodzi podwodnej K-162 |
| 90              | ograniczenie prędkości na drogach zwykłych poza terenem zabudowanym w Polsce |
| 100             | prędkość maksymalna windsurfera (Björn Dunkerbeck) maksymalna prędkość widłoroga |
| 110-120         | maksymalna prędkość geparda |
| 133             | rekord prędkości zagrywki siatkarskiej (J. Monteiro) |
| 133,78          | prędkość maksymalna roweru po prostej bez wspomagania |
| 140             | • największa prędkość owada • ograniczenie prędkości na autostradach w Polsce (od 31 grudnia 2010) |
| 153,98          | największa prędkość saneczkarza |
| 158,5           | prędkość najszybszego zjazdu na deskorolce |
| 161,9           | największa prędkość zawodnika zjazdu alpejskiego |
| 170             | prędkość powietrza podczas kichania |
| 200             | • prędkość rozkładowa francuskiego pociągu pasażerskiego SNCF Le Capitole na trasie z Paryża do Tuluzy od 28 maja 1967 • prędkość rozkładowa polskiego pociągu pasażerskiego PKP ED250 Pendolino na Centralnej Magistrali Kolejowej od 14 grudnia 2014 |
| 201             | największa prędkość wagonu silnikowego trakcji spalinowej produkcji Pesa uzyskana w ramach testu |
| 210,9           | prędkość maksymalna piłki nożnej po strzale Brazylijczyka Ronny Heberson Furtado de Araújo z rzutu wolnego w meczu ligi portugalskiej |
| 240             | prędkość rollercoastera Formula Rossa w Abu Zabi – najszybsza kolejka górska |
| 250             | największa prędkość zawodnika F1 Powerboat |
| 252,632         | największa prędkość zawodnika narciarstwa szybkiego |
| 255,7           | prędkość maksymalna piłki tenisowej po serwisie Australijczyka Samuela Grotha |
| 268,831         | prędkość maksymalna roweru na zjeździe |
| 350,8           | największa prędkość motocyklu MotoGP |
| 378             | największa prędkość bolidu Formuły 1 |
| 389             | największa zmierzona prędkość sokoła wędrownego podczas pikowania, najszybsze zwierzę świata |
| 407,52          | najszybszy wiatr |
| 418             | największa prędkość zawodnika Red Bull Air Race |
| 431,07          | prędkość maksymalna Bugatti 16.4 Veyron – najszybszego seryjnie produkowanego samochodu świata |
| 493             | rekord prędkości lotki w badmintonie po uderzeniu Tan Boon Heonga |
| 574,8           | prędkość maksymalna pociągu TGV |
| 603             | prędkość osiągnięta przez pociąg magnetyczny L0 series 21 marca 2015 roku w Japonii |
| 605             | prędkość maksymalna ciężarówki Shockwave w 1985 roku o spalaniu 1000 l/km |
| 634             | prędkość maksymalna motocyklu Rocky Robinsona |
| 945             | prędkość przelotowa Airbusa A380 |
| 1224            | szacunkowa wartość prędkości dźwięku na poziomie morza |
| 1228            | prędkość samochodu Thrust SSC – aktualny rekord świata prędkości poruszania się po lądzie |
| 1342,8          | prędkość maksymalna Felixa Baumgartnera podczas skoku ze stratosfery |
| 1425,6          | prędkość początkowa pocisku 9 × 19 mm Parabellum (wymagania NATO) |
| 2270            | prędkość maksymalna samolotu Concorde |
| 3580            | prędkość maksymalna odrzutowca SR-71 Blackbird |
| 7273            | prędkość maksymalna samolotu z silnikiem rakietowym X-15 |
| 11 300          | prędkość NASA X-43 – najszybszego bezzałogowego samolotu świata |
| 27 744          | średnia prędkość Międzynarodowej Stacji Kosmicznej na orbicie |
| 28 476          | I prędkość kosmiczna dla Ziemi |
| 39 896          | Prędkość Apollo 10 z 1969 roku – największa prędkość z jaką poruszał się człowiek |
| 40 320          | II prędkość kosmiczna – prędkość ucieczki z ziemskiego pola grawitacji |
| 55 425          | prędkość sondy Voyager 2 w 2015 roku |
| 60 120          | III prędkość kosmiczna – prędkość początkowa potrzebna do opuszczenia Układu Słonecznego |
| 109 040         | prędkość maksymalna Ziemi na orbicie |
| 252 792         | prędkość maksymalna sondy Helios 2 |
| 900 000         | prędkość maksymalna Drogi Mlecznej w obrocie wokół własnej osi |
| 1 188 000       | IV prędkość kosmiczna – prędkość początkowa potrzebna do opuszczenia Drogi Mlecznej |
| 1 079 252 848,8 | prędkość światła w próżni |